# Formiate d'octyle

Le formiate d'octyle ou méthanoate d'octyle est l'ester de l'acide formique (acide méthanoïque) avec l'octanol et de formule semi-développée HCOO(CH2)7CH3, utilisé comme arôme dans l'industrie alimentaire et la parfumerie.